# Hedyotis kunstleri
Hedyotis kunstleri är en måreväxtart som beskrevs av George King. Hedyotis kunstleri ingår i släktet Hedyotis och familjen måreväxter. Inga underarter finns listade i Catalogue of Life.